# Vogal semifechada
| Editar                                                                                | Anterior                                                                                    | Quase anterior                                                                              | Central                                                                                     | Quase posterior                                                                             | Posterior                                                                                   |
| Fechada                                                                               | \| i • y ɨ • ʉ ɯ • u ɪ • ʏ ɯ̽ • ʊ e • ø ɘ • ɵ ɤ • o ə ɛ • œ ɜ • ɞ ʌ • ɔ æ ɐ a • ɶ ä ɑ • ɒ \| | \| i • y ɨ • ʉ ɯ • u ɪ • ʏ ɯ̽ • ʊ e • ø ɘ • ɵ ɤ • o ə ɛ • œ ɜ • ɞ ʌ • ɔ æ ɐ a • ɶ ä ɑ • ɒ \| | \| i • y ɨ • ʉ ɯ • u ɪ • ʏ ɯ̽ • ʊ e • ø ɘ • ɵ ɤ • o ə ɛ • œ ɜ • ɞ ʌ • ɔ æ ɐ a • ɶ ä ɑ • ɒ \| | \| i • y ɨ • ʉ ɯ • u ɪ • ʏ ɯ̽ • ʊ e • ø ɘ • ɵ ɤ • o ə ɛ • œ ɜ • ɞ ʌ • ɔ æ ɐ a • ɶ ä ɑ • ɒ \| | \| i • y ɨ • ʉ ɯ • u ɪ • ʏ ɯ̽ • ʊ e • ø ɘ • ɵ ɤ • o ə ɛ • œ ɜ • ɞ ʌ • ɔ æ ɐ a • ɶ ä ɑ • ɒ \| |
| Quase fechada                                                                         | \| i • y ɨ • ʉ ɯ • u ɪ • ʏ ɯ̽ • ʊ e • ø ɘ • ɵ ɤ • o ə ɛ • œ ɜ • ɞ ʌ • ɔ æ ɐ a • ɶ ä ɑ • ɒ \| | \| i • y ɨ • ʉ ɯ • u ɪ • ʏ ɯ̽ • ʊ e • ø ɘ • ɵ ɤ • o ə ɛ • œ ɜ • ɞ ʌ • ɔ æ ɐ a • ɶ ä ɑ • ɒ \| | \| i • y ɨ • ʉ ɯ • u ɪ • ʏ ɯ̽ • ʊ e • ø ɘ • ɵ ɤ • o ə ɛ • œ ɜ • ɞ ʌ • ɔ æ ɐ a • ɶ ä ɑ • ɒ \| | \| i • y ɨ • ʉ ɯ • u ɪ • ʏ ɯ̽ • ʊ e • ø ɘ • ɵ ɤ • o ə ɛ • œ ɜ • ɞ ʌ • ɔ æ ɐ a • ɶ ä ɑ • ɒ \| | \| i • y ɨ • ʉ ɯ • u ɪ • ʏ ɯ̽ • ʊ e • ø ɘ • ɵ ɤ • o ə ɛ • œ ɜ • ɞ ʌ • ɔ æ ɐ a • ɶ ä ɑ • ɒ \| |
| Semifechada                                                                           | \| i • y ɨ • ʉ ɯ • u ɪ • ʏ ɯ̽ • ʊ e • ø ɘ • ɵ ɤ • o ə ɛ • œ ɜ • ɞ ʌ • ɔ æ ɐ a • ɶ ä ɑ • ɒ \| | \| i • y ɨ • ʉ ɯ • u ɪ • ʏ ɯ̽ • ʊ e • ø ɘ • ɵ ɤ • o ə ɛ • œ ɜ • ɞ ʌ • ɔ æ ɐ a • ɶ ä ɑ • ɒ \| | \| i • y ɨ • ʉ ɯ • u ɪ • ʏ ɯ̽ • ʊ e • ø ɘ • ɵ ɤ • o ə ɛ • œ ɜ • ɞ ʌ • ɔ æ ɐ a • ɶ ä ɑ • ɒ \| | \| i • y ɨ • ʉ ɯ • u ɪ • ʏ ɯ̽ • ʊ e • ø ɘ • ɵ ɤ • o ə ɛ • œ ɜ • ɞ ʌ • ɔ æ ɐ a • ɶ ä ɑ • ɒ \| | \| i • y ɨ • ʉ ɯ • u ɪ • ʏ ɯ̽ • ʊ e • ø ɘ • ɵ ɤ • o ə ɛ • œ ɜ • ɞ ʌ • ɔ æ ɐ a • ɶ ä ɑ • ɒ \| |
| Média                                                                                 | \| i • y ɨ • ʉ ɯ • u ɪ • ʏ ɯ̽ • ʊ e • ø ɘ • ɵ ɤ • o ə ɛ • œ ɜ • ɞ ʌ • ɔ æ ɐ a • ɶ ä ɑ • ɒ \| | \| i • y ɨ • ʉ ɯ • u ɪ • ʏ ɯ̽ • ʊ e • ø ɘ • ɵ ɤ • o ə ɛ • œ ɜ • ɞ ʌ • ɔ æ ɐ a • ɶ ä ɑ • ɒ \| | \| i • y ɨ • ʉ ɯ • u ɪ • ʏ ɯ̽ • ʊ e • ø ɘ • ɵ ɤ • o ə ɛ • œ ɜ • ɞ ʌ • ɔ æ ɐ a • ɶ ä ɑ • ɒ \| | \| i • y ɨ • ʉ ɯ • u ɪ • ʏ ɯ̽ • ʊ e • ø ɘ • ɵ ɤ • o ə ɛ • œ ɜ • ɞ ʌ • ɔ æ ɐ a • ɶ ä ɑ • ɒ \| | \| i • y ɨ • ʉ ɯ • u ɪ • ʏ ɯ̽ • ʊ e • ø ɘ • ɵ ɤ • o ə ɛ • œ ɜ • ɞ ʌ • ɔ æ ɐ a • ɶ ä ɑ • ɒ \| |
| Semiaberta                                                                            | \| i • y ɨ • ʉ ɯ • u ɪ • ʏ ɯ̽ • ʊ e • ø ɘ • ɵ ɤ • o ə ɛ • œ ɜ • ɞ ʌ • ɔ æ ɐ a • ɶ ä ɑ • ɒ \| | \| i • y ɨ • ʉ ɯ • u ɪ • ʏ ɯ̽ • ʊ e • ø ɘ • ɵ ɤ • o ə ɛ • œ ɜ • ɞ ʌ • ɔ æ ɐ a • ɶ ä ɑ • ɒ \| | \| i • y ɨ • ʉ ɯ • u ɪ • ʏ ɯ̽ • ʊ e • ø ɘ • ɵ ɤ • o ə ɛ • œ ɜ • ɞ ʌ • ɔ æ ɐ a • ɶ ä ɑ • ɒ \| | \| i • y ɨ • ʉ ɯ • u ɪ • ʏ ɯ̽ • ʊ e • ø ɘ • ɵ ɤ • o ə ɛ • œ ɜ • ɞ ʌ • ɔ æ ɐ a • ɶ ä ɑ • ɒ \| | \| i • y ɨ • ʉ ɯ • u ɪ • ʏ ɯ̽ • ʊ e • ø ɘ • ɵ ɤ • o ə ɛ • œ ɜ • ɞ ʌ • ɔ æ ɐ a • ɶ ä ɑ • ɒ \| |
| Quase aberta                                                                          | \| i • y ɨ • ʉ ɯ • u ɪ • ʏ ɯ̽ • ʊ e • ø ɘ • ɵ ɤ • o ə ɛ • œ ɜ • ɞ ʌ • ɔ æ ɐ a • ɶ ä ɑ • ɒ \| | \| i • y ɨ • ʉ ɯ • u ɪ • ʏ ɯ̽ • ʊ e • ø ɘ • ɵ ɤ • o ə ɛ • œ ɜ • ɞ ʌ • ɔ æ ɐ a • ɶ ä ɑ • ɒ \| | \| i • y ɨ • ʉ ɯ • u ɪ • ʏ ɯ̽ • ʊ e • ø ɘ • ɵ ɤ • o ə ɛ • œ ɜ • ɞ ʌ • ɔ æ ɐ a • ɶ ä ɑ • ɒ \| | \| i • y ɨ • ʉ ɯ • u ɪ • ʏ ɯ̽ • ʊ e • ø ɘ • ɵ ɤ • o ə ɛ • œ ɜ • ɞ ʌ • ɔ æ ɐ a • ɶ ä ɑ • ɒ \| | \| i • y ɨ • ʉ ɯ • u ɪ • ʏ ɯ̽ • ʊ e • ø ɘ • ɵ ɤ • o ə ɛ • œ ɜ • ɞ ʌ • ɔ æ ɐ a • ɶ ä ɑ • ɒ \| |
| Aberta                                                                                | \| i • y ɨ • ʉ ɯ • u ɪ • ʏ ɯ̽ • ʊ e • ø ɘ • ɵ ɤ • o ə ɛ • œ ɜ • ɞ ʌ • ɔ æ ɐ a • ɶ ä ɑ • ɒ \| | \| i • y ɨ • ʉ ɯ • u ɪ • ʏ ɯ̽ • ʊ e • ø ɘ • ɵ ɤ • o ə ɛ • œ ɜ • ɞ ʌ • ɔ æ ɐ a • ɶ ä ɑ • ɒ \| | \| i • y ɨ • ʉ ɯ • u ɪ • ʏ ɯ̽ • ʊ e • ø ɘ • ɵ ɤ • o ə ɛ • œ ɜ • ɞ ʌ • ɔ æ ɐ a • ɶ ä ɑ • ɒ \| | \| i • y ɨ • ʉ ɯ • u ɪ • ʏ ɯ̽ • ʊ e • ø ɘ • ɵ ɤ • o ə ɛ • œ ɜ • ɞ ʌ • ɔ æ ɐ a • ɶ ä ɑ • ɒ \| | \| i • y ɨ • ʉ ɯ • u ɪ • ʏ ɯ̽ • ʊ e • ø ɘ • ɵ ɤ • o ə ɛ • œ ɜ • ɞ ʌ • ɔ æ ɐ a • ɶ ä ɑ • ɒ \| |
| i • y ɨ • ʉ ɯ • u ɪ • ʏ ɯ̽ • ʊ e • ø ɘ • ɵ ɤ • o ə ɛ • œ ɜ • ɞ ʌ • ɔ æ ɐ a • ɶ ä ɑ • ɒ |                                                                                             |                                                                                             |                                                                                             |                                                                                             |                                                                                             |

Uma vogal semifechada é um tipo de som vogal utilizado em algumas línguas faladas. A característica definidora de uma vogal semifechada é o facto de a língua ser colocada a dois terços do caminho entre entre uma vogal fechada e uma vogal média. As vogais semifechadas identificadas pelo Alfabeto Fonético Internacional são:
- vogal anterior semifechada não arredondada [e]
- vogal anterior semifechada arredondada [ø]
- vogal central semifechada não arredondada [ɘ]
- vogal central semifechada arredondada [ɵ]
- vogal posterior semifechada não arredondada [ɤ]
- vogal posterior semifechada arredondada [o]